# هرهر
هِرهِر (به ارمنی: Հերհեր) یک روستا در ارمنستان است که در استان وایوتس‌جور واقع شده‌است. در کیلومتری شمال یغگنادزور، مرکز استان وایوتس‌جور واقع شده‌است.

## خصوصیات
هرهر ۷۴۵ نفر جمعیت دارد و در ارتفاع متر بالاتر از سطح دریا قرار گرفته‌است.